# اونخستوس (رودخانه)
اونخِستوس (یونانی باستان: Ὀγχηστός) یک رودخانه در تسالی باستان بود. این رود احتمالاً همان اونوخنوس است که در تواریخ هرودوت ذکر آن رفته است. هرودوت برای توصیف پرشمار بودن سپاهیان ایران در جریان حمله دوم ایران به یونان می‌گوید نوشیدن آب رودخانه اونوخنوس توسط ارتش هخامنشی منجر به خشک شدن آب این رود گردید.